# Cittadini onorari di Napoli
La città di Napoli, nel corso dei secoli, ha concesso la propria cittadinanza onoraria a molti personaggi illustri, in vari campi.
La facoltà di concedere la cittadinanza e la cittadinanza onoraria per la città di Napoli spettava oltre che ai sovrani di Napoli, agli eletti di Napoli, cioè gli esponenti del Governo municipale della capitale.
In quanto espressione delegata del potere sovrano le concedeva anche la Regia Camera della Sommaria, al pari di quella di altre città demaniali del Regno di Napoli.
La competenza del tribunale della Sommaria in materia di cittadinanza, così come dei privilegi in generale, era dovuta alle implicazioni fiscali delle esenzioni da esse previste.
La cittadinanza napoletana era acquisita anche dai presbiteri in virtù di un decreto firmato dal protonotaro apostolico.
Di seguito un elenco (incompleto) dei cittadini onorari della città di Napoli.

## Cittadinanze onorarie
| Cittadini Onorari della Città di Napoli (elenco incompleto) | Cittadini Onorari della Città di Napoli (elenco incompleto) | Cittadini Onorari della Città di Napoli (elenco incompleto) | Cittadini Onorari della Città di Napoli (elenco incompleto) | Cittadini Onorari della Città di Napoli (elenco incompleto)                        |
| Data di conferimento                                        | Nominativo | Professione | Nazionalità                                                 | Note                                                                               |
| ----------------------------------------------------------- | --- | --- | ----------------------------------------------------------- | ---------------------------------------------------------------------------------- |
| fine II secolo a.C.                                         | Apollṑnios Dioskourìdou di Siria (figlio di Dioskourìdous) | commerciante | Impero seleucide                                            | [ 2 ]                                                                              |
| 100 a.C.                                                    | Sarapìōn di Atene (figlio di Alexàndros) | commerciante | Grecia romana                                               | [ 3 ]                                                                              |
| 97-96 a.C.                                                  | Philòstratos di Askalon (figlio di Philòstratos) | commerciante, banchiere | Pentapoli Filistea                                          | [ 4 ] [ 5 ] [ 6 ] [ 7 ]                                                            |
| 94-93 a.C.                                                  | Artemidoros di Atene (liberto di Sarapìōn di Atene) | commerciante | Grecia romana                                               | [ 8 ]                                                                              |
| 93-92 a.C.                                                  | Theophilos di Askalon (figlio di Philòstratos di Askalon) | commerciante, banchiere | Pentapoli Filistea                                          | [ 9 ]                                                                              |
| fine 90 a.C.                                                | Lucius Manlius Sosis detto Lucio Manlio Soside di Catĭna | politico (decurione) | Repubblica romana                                           | [ 10 ] [ 11 ]                                                                      |
| … 1180                                                      | Ogni Commerciante Amalfitano che avesse dimorato per almeno 3 giorni a Napoli | commercianti | Ducato di Amalfi                                            | [ 12 ] [ 13 ]                                                                      |
| 3 maggio 1444                                               | Giovanni Francesco Marino Marzano detto Marino Marzano | nobile (VIII principe di Rossano, IV duca di Sessa Aurunca), Grande Ammiraglio | Regno di Napoli                                             | [ 14 ]                                                                             |
| … 1450                                                      | Antonio Beccadelli detto "il Panormita" | letterato (poeta, scrittore), diplomatico | Regno di Sicilia                                            | [ 15 ] [ 16 ]                                                                      |
| … 1467                                                      | Thōmas Assanus Palaiologos detto Tommaso Assan Paleologo | nobile (principe bizantino) | Despotato di Morea                                          | [ 17 ]                                                                             |
| 4 giugno 1479                                               | Qualunque straniero o regnicolo che aveva in animo di stabilirsi a Napoli comprando o fabbricando una casa e sposando una napoletana | ... | ...                                                         | [ 19 ] [ 20 ]                                                                      |
| … 1481                                                      | Antonio De Ferrariis detto "il Galateo" | scienziato (medico), letterato (poeta) | Regno di Napoli                                             | [ 21 ]                                                                             |
| 12 dicembre 1482                                            | Arnoud Văn Lieshout (o de Steccatis) detto Arnaldo da Bruxelles | letterato (calligrafo, copista, stampatore) | Paesi Bassi Borgognoni                                      | [ 22 ]                                                                             |
| … 1488                                                      | Caterina della Ratta | nobile (VIII contessa di Caserta, signora di Sant'Agata de' Goti) | Regno di Napoli                                             | [ 23 ]                                                                             |
| … 1500                                                      | Antonio Marchesi detto Antonio Fiorentino della Cava e suoi familiari: * Fioretta Cioli (moglie) * Ottaviano Marchesi (figlio) * Zefira Marchesi (figlia) * Ginevra Marchesi (figlia) * Annibale Marchesi (figlio) | scienziato (architetto) | Repubblica di Firenze                                       | [ 24 ] [ 25 ]                                                                      |
| … 1503                                                      | Jofré Borja y Cattanei detto Goffredo Borgia | politico | Stato della Chiesa                                          | [ 26 ]                                                                             |
| … 1510                                                      | Galeazzo di Tarsia detto Galeazzo di Tarsia "il Vecchio" | nobile (IV barone di Belmonte), Reggente della Gran Corte della Vicaria, letterato (poeta)                                                                                                | Regno di Napoli                                             | [ 27 ] [ 28 ]                                                                      |
| … 1528                                                      | Agostino Nifo | letterato (filosofo) | Regno di Napoli                                             | [ 29 ] [ 30 ]                                                                      |
| 20 settembre 1531                                           | Figli ed Eredi di Agostino Nifo in perpetuo: * Domizio Nifo (figlio) * Livia Nifo (figlia) * Giacomo Nifo (figlio) | letterato (filosofo) | Regno di Napoli                                             | [ 32 ]                                                                             |
| 16 aprile 1592                                              | Jean de Macque | artista (compositore) | Paesi Bassi Spagnoli                                        | [ 33 ]                                                                             |
| … 1681                                                      | Giuseppe Serra | nobile (I duca di Cassano), Ccommerciante (Arte della Seta) | Repubblica di Genova                                        | [ 34 ] [ 35 ]                                                                      |
| … 1747                                                      | Francesco Saverio Grue detto Saverio Grue (fratello di Vincenzo Grue) | artista (ceramista) | Stato della Chiesa                                          | [ 36 ] [ 37 ]                                                                      |
| … 1747                                                      | Vincenzo Grue (fratello di Francesco Saverio Grue detto Saverio Grue) | artista (ceramista) | Stato della Chiesa                                          | [ 38 ]                                                                             |
| … 1790                                                      | Ambrogio II Caracciolo di Torchiarolo | nobile (III principe di Torchiarolo, III principe del S.R.I., marchese di Villanueva de las Torres, marchese di Montenegro de Cameros, Grande di Spagna di 1ª classe, patrizio di Napoli) | Regno di Napoli                                             | [ 39 ]                                                                             |
| … 1846                                                      | Francesco Morsillo | avvocato concistoriale della Città di Napoli presso la Santa Sede | Regno delle Due Sicilie                                     | [ 40 ]                                                                             |
| 18 settembre 1860                                           | Giuseppe Maria Garibaldi detto Giuseppe Garibaldi | militare (generale), politico | Regno di Sardegna                                           | [ 41 ]                                                                             |
| 21 ottobre 1860                                             | Giorgio Guido Pallavicino Trivulzio detto Giorgio Pallavicino Trivulzio | politico | Regno di Sardegna                                           | [ 42 ] [ 43 ]                                                                      |
| 21 novembre 1860                                            | Salvatore Raimondo Gianluigi Pes detto Salvatore Pes | nobile (VIII marchese di Villamarina), diplomatico | Regno di Sardegna                                           | [ 44 ] [ 45 ]                                                                      |
| 21 febbraio 1861                                            | Enrico Cialdini | militare (generale), politico | Regno di Sardegna                                           | Approvato in Consiglio Comunale un Ordine del Giorno il 20 marzo 2017 sulla revoca |
| 1861/1869                                                   | Giovanni Strazza | artista (scultore) | Regno d'Italia                                              | [ 49 ] [ 50 ]                                                                      |
| 1861/1869 1888/1894                                         | Francesco Crispi | politico (ministro) | Regno d'Italia                                              | [ 51 ] [ 52 ]                                                                      |
| 1862/1869                                                   | Agostino De Pretis | avvocato | Regno d'Italia                                              | [ 53 ]                                                                             |
| … 1864                                                      | Marc-Charles-François Monnier detto Marc Monnier | letterato (scrittore) | Svizzera                                                    | [ 54 ] [ 55 ] [ 56 ] [ 57 ]                                                        |
| 14 ottobre 1876                                             | Giovanni Nicòtera | nobile (barone), politico (ministro) | Regno d'Italia                                              | [ 58 ] [ 59 ] [ 60 ]                                                               |
| 30 ottobre 1884                                             | Gennaro Sambiase Sanseverino | nobile (conte), politico (prefetto, deputato, sindaco) | Regno d'Italia                                              | [ 61 ] [ 62 ]                                                                      |
| 30 ottobre 1884                                             | Matteo Schilizzi | finanziere | Regno di Grecia                                             | [ 63 ] [ 64 ]                                                                      |
| … agosto 1889                                               | Otto von Schrön | scienziato (medico) | Impero Tedesco                                              | [ 65 ] [ 66 ] [ 67 ] [ 68 ] [ 69 ]                                                 |
| 1895/1903                                                   | Giovanni Bovio | politico (deputato), letterato (filosofo) | Regno d'Italia                                              | [ 70 ] [ 71 ]                                                                      |
| 1895/1907                                                   | Emanuele Gianturco | politico (ministro) | Regno d'Italia                                              | [ 72 ] [ 73 ]                                                                      |
| … 1897                                                      | Felix Anton Dohrn detto Anton Dohrn | scienziato (zoologo) | Impero Tedesco                                              | [ 74 ] [ 75 ]                                                                      |
| … 1901                                                      | Ferdinando Strada | scienziato (medico) | Argentina                                                   | [ 76 ]                                                                             |
| 12 dicembre 1911                                            | Jean Carrère | letterato (giornalista, scrittore) | Terza Repubblica Francese                                   | [ 77 ] [ 78 ]                                                                      |
| … 1923                                                      | Antonio Mancini | artista (pittore) | Regno d'Italia                                              | [ 79 ] [ 80 ] [ 81 ]                                                               |
| 12 luglio 1924                                              | Benito Amilcare Andrea Mussolini detto Benito Mussolini | politico | Regno d'Italia                                              | Revocata nel 1944                                                                  |
| 11 maggio 1924                                              | Luca Montuori | militare (generale d'armata), politico (senatore) | Regno d'Italia                                              | [ 88 ]                                                                             |
| 25 novembre 1924                                            | Nicola Miraglia | scienziato (economista) | Regno d'Italia                                              | [ 89 ] [ 90 ] [ 91 ]                                                               |
| 18 giugno 1926                                              | Umberto Nobile | militare (tenente colonnello), esploratore | Regno d'Italia                                              | [ 92 ]                                                                             |
| … 1928                                                      | Aslan Leonida d'Abro Pagratide | artista (pittore) | Regno d'Italia Armenia                                      | [ 93 ] [ 94 ]                                                                      |
| 7 febbraio 1941                                             | Reinhard Dohrn | scienziato (zoologo) | Grande Stato Tedesco                                        | [ 95 ]                                                                             |
| 25 maggio 1944                                              | Lester J. Hensley | militare (colonnello) | Stati Uniti                                                 | [ 97 ]                                                                             |
| 25 maggio 1944                                              | Edgar Erskine Hume | militare (generale medico) | Stati Uniti                                                 | [ 99 ]                                                                             |
| 25 maggio 1944                                              | Ralph Maxwell Immel | militare (brigadier generale) | Stati Uniti                                                 | [ 101 ]                                                                            |
| 25 maggio 1944                                              | James Leslie Kincaid | militare (tenente colonnello) | Stati Uniti                                                 | [ 103 ]                                                                            |
| 25 maggio 1944                                              | Charles Poletti | militare (tenente colonnello) | Stati Uniti                                                 | [ 105 ]                                                                            |
| 25 maggio 1944                                              | John Adams Warner | militare (tenente colonnello) | Stati Uniti                                                 | [ 107 ]                                                                            |
| 25 maggio 1944                                              | Guy J. Warren | militare (tenente colonnello) | Stati Uniti                                                 | [ 109 ]                                                                            |
| 21 giugno 1944                                              | George Cumming Gray | militare (brigadiere) | Impero Britannico                                           | [ 111 ]                                                                            |
| 28 luglio 1944                                              | Leslie Robert Battersby | militare | Forze Alleate                                               | [ 112 ]                                                                            |
| 28 luglio 1944                                              | Carl Raymond Gray Jr. | militare (generale) | Stati Uniti                                                 | [ 113 ]                                                                            |
| 28 luglio 1944                                              | Harry George Hershenson | militare (tenente colonnello) | Stati Uniti                                                 | [ 115 ]                                                                            |
| 28 luglio 1944                                              | Nead H. Rogers | militare | Forze Alleate                                               | [ 116 ]                                                                            |
| 25 agosto 1944                                              | John W. Chapman | militare (colonnello) | Stati Uniti                                                 | [ 118 ] [ 119 ] [ 120 ]                                                            |
| 25 agosto 1944                                              | Walter H. Crichton | militare (colonnello) | Impero Britannico                                           | [ 122 ] [ 123 ]                                                                    |
| 25 agosto 1944                                              | George Morrison Duncan | militare (maggiore) | Stati Uniti                                                 | [ 125 ] [ 126 ]                                                                    |
| 25 agosto 1944                                              | Walter John Legg | militare (colonnello) | Impero Britannico                                           | [ 128 ]                                                                            |
| 25 agosto 1944                                              | Franklin P. Luckman | militare (maggiore) | Stati Uniti                                                 | [ 130 ] [ 131 ] [ 132 ]                                                            |
| 9 aprile 1945                                               | Henry Bruce Simson | militare (tenente colonnello) | Stati Uniti                                                 | [ 134 ]                                                                            |
| 25 aprile 1947                                              | Patrioti caduti durante le 4 Giornate Napoletane | attivisti | …                                                           | [ 135 ]                                                                            |
| … 1990                                                      | Lorenzo Giovanni Arbore detto Renzo Arbore | artista (showman, cantante) | Italia                                                      | [ 136 ] [ 137 ]                                                                    |
| 22 giugno 1990                                              | Antonino Zichichi | scienziato (fisico) | Italia                                                      | [ 138 ]                                                                            |
| 27 novembre 1990                                            | Hans-Georg Gadamer | letterato (filosofo) | Germania                                                    | [ 139 ] [ 140 ]                                                                    |
| … ottobre 1994                                              | Jean-Noël Schifano | letterato (scrittore) | Francia                                                     | [ 141 ]                                                                            |
| … luglio 1995                                               | Carlo Azeglio Ciampi | politico | Italia                                                      | [ 142 ]                                                                            |
| 18 dicembre 1999                                            | Oscar Luigi Scalfaro | politico | Italia                                                      | [ 143 ] [ 144 ]                                                                    |
| … marzo 2002                                                | Safiya Hussaini Tungar Tudu | attivista per i Diritti Umani | Nigeria                                                     | [ 145 ]                                                                            |
| 21 ottobre 2002                                             | Jean Paul Gustave Ricœur detto Paul Ricœur | letterato (filosofo) | Francia                                                     | [ 146 ]                                                                            |
| 11 aprile 2005                                              | Silvio Padoin | religioso (monsignore, vescovo) | Italia                                                      | [ 147 ] [ 148 ] [ 149 ]                                                            |
| 26 gennaio 2006                                             | Aminatou Ali Ahmed Haidar detta Aminattou Haider | attivista per i Diritti Umani | Marocco Sahara Occidentale                                  | [ 150 ] [ 151 ] [ 152 ] [ 153 ] [ 154 ]                                            |
| 6 aprile 2009                                               | Abou Bakary Traoré | infante | Costa d'Avorio                                              | [ 155 ] [ 156 ]                                                                    |
| 20 novembre 2009                                            | Bruno Pesaola detto "il Petisso" | sportivo (calciatore, allenatore) | Italia                                                      | [ 157 ]                                                                            |
| 15 giugno 2012                                              | Crescenzio Sepe | religioso (cardinale, arcivescovo) | Italia                                                      | [ 158 ]                                                                            |
| 13 luglio 2012                                              | Salvatore Borsellino | attivista politico | Italia                                                      | [ 159 ]                                                                            |
| 20 novembre 2012                                            | Bambini di origine straniera nati o residenti sul territorio della Città di Napoli | infanti | UNICEF                                                      | [ 160 ] [ 161 ]                                                                    |
| 15 gennaio 2013                                             | 4 figli maggiorenni di immigrati, ma nati in Italia e residenti a Napoli | Figli d'immigrati | …                                                           | [ 162 ]                                                                            |
| 27 aprile 2013                                              | Maḥmūd ʿAbbās detto Abū Māzen | politico | Palestina                                                   | [ 163 ] [ 164 ]                                                                    |
| 16 luglio 2013                                              | Carlo Alemi | magistrato | Italia                                                      | [ 166 ]                                                                            |
| 30 aprile 2014                                              | Marco Antonio Servillo detto Toni Servillo | artista (attore) | Italia                                                      | [ 167 ] [ 168 ] [ 169 ]                                                            |
| 23 luglio 2014                                              | Gino Paoli | artista (cantautore) | Italia                                                      | [ 170 ]                                                                            |
| 3 luglio 2015                                               | Mohamed Cheikh ould Mohamed ould M'khaitir detto Mohamed Ould M'khyetir | bloger, attivista politico | Mauritania                                                  | [ 171 ] [ 172 ]                                                                    |
| 24 novembre 2015                                            | Gökhan Inler | sportivo (calciatore) | Svizzera Turchia                                            | [ 173 ]                                                                            |
| 11 dicembre 2015                                            | Alberto Abruzzese | sociologo | Italia                                                      | [ 174 ] [ 175 ]                                                                    |
| 22 dicembre 2015                                            | Arcangela Felice Assunta Wertmüller von Elgg Spanol von Braueich detta Lina Wertmüller | artista (regista) | Italia                                                      | [ 176 ]                                                                            |
| 15 febbraio 2016                                            | Abdullah Öcalan detto "Apo" | politico, attivista | Turchia Kurdistan                                           | [ 177 ] [ 178 ] [ 179 ]                                                            |
| 7 luglio 2016                                               | Sofia Villani Scicolone detta Sophia Loren | artista (attrice) | Italia                                                      | [ 180 ] [ 181 ]                                                                    |
| 7 agosto 2016                                               | Bilal Kayed | attivista politico | Palestina                                                   | [ 182 ]                                                                            |
| 7 agosto 2016                                               | Tutti i Capi dei Culti religiosi presenti nella Città di Gerusalemme: * Pierbattista Pizzaballa, Patriarca di Gerusalemme dei Latini (Cristianesimo Cattolico) Italia * Ilias Giannopoulos detto Teofilo III, Patriarca di Gerusalemme (Cristianesimo Ortodosso) Grecia * Muhammad Ahmad Husayn, Gran Mufti di Gerusalemme (Islam Sunnita) Palestina * Shlomo Amar, Rabbino Capo di Gerusalemme (Ebraismo Sefardita) Israele | religiosi | ...                                                         | [ 183 ]                                                                            |
| 5 luglio 2017                                               | Diego Armando Maradona | sportivo (calciatore) | Argentina                                                   | [ 184 ]                                                                            |
| 15 maggio 2018                                              | Alberto Angela | divulgatore scientifico (giornalista, scienziato) | Italia                                                      | [ 185 ] [ 186 ]                                                                    |
| 8 giugno 2018                                               | Aldo Masullo | letterato (filosofo), politico | Italia                                                      | [ 187 ]                                                                            |
| 17 novembre 2018                                            | Alessandro Gassmann | artista (attore) | Italia                                                      | [ 188 ]                                                                            |
| 22 dicembre 2018                                            | Ferzan Özpetek | artista (regista) | Turchia Italia                                              | [ 189 ] [ 190 ]                                                                    |
| 28 maggio 2019                                              | Kalidou Koulibaly | sportivo (calciatore) | Senegal                                                     | [ 191 ]                                                                            |
| 8 giugno 2019                                               | Gianni Minà | letterato (giornalista, scrittore, conduttore televisivo) | Italia                                                      | [ 192 ]                                                                            |
| 26 settembre 2019                                           | Ruud Krol detto Rudy Krol | sportivo (calciatore) | Paesi Bassi                                                 | [ 193 ]                                                                            |
| 11 novembre 2019                                            | Bonaventura Esposito detto Bruno Venturini | artista (cantante) | Italia                                                      | [ 194 ]                                                                            |
| 29 dicembre 2019                                            | Stefano Bollani | artista (compositore) | Italia                                                      | [ 195 ]                                                                            |
| 27 giugno 2020                                              | Patrick George Zaki detto Patrick Zaki | studente, attivista per i Diritti Umani | Egitto                                                      | [ 196 ]                                                                            |
| 25 settembre 2020                                           | José Vicente Quirante Rives | avvocato, letterato (scrittore, poeta) | Spagna                                                      | [ 197 ]                                                                            |
| 23 aprile 2021                                              | Milite Ignoto | militare | Regno d'Italia                                              | [ 198 ]                                                                            |
| 30 marzo 2022                                               | Figli minori nati in Italia da genitori stranieri regolarmente soggiornanti o nati all'estero ma che hanno completato almeno un ciclo scolastico o di formazione italiano | Figli d'immigrati | ...                                                         | [ 199 ]                                                                            |
| 21 settembre 2022 06 giugno 2025 consegna                   | Dries Mertens detto Ciro Mertens | sportivo (calciatore) | Belgio                                                      | [ 200 ] [ 201 ]                                                                    |
| 31 gennaio 2023                                             | Cittadine Iraniane vittime di soprusi giudiziari e dell'arbitrato politico | attiviste per i Diritti Umani | Iran                                                        | [ 202 ]                                                                            |
| 31 gennaio 2023                                             | Julian Paul Hawkins detto Julian Paul Assange | attiviste per i Diritti Umani | Australia                                                   | [ 203 ]                                                                            |
| 30 maggio 2023                                              | Luciano Spalletti | sportivo (allenatore) della Società Sportiva Calcio Napoli - Stagione 2022-2023 | Italia                                                      | [ 204 ]                                                                            |
| 30 maggio 2023                                              | - Alex Meret 1-P Italia - Kim Min-jae 3-D Corea del Sud - Diego Demme 4-C Germania - Juan Jesus 5-D Brasile - Mário Rui 6-D Portogallo - Eljif Elmas 7-C Macedonia del Nord - Victor Osimhen 9-A Nigeria - Hirving Lozano 11-A Messico - Davide Marfella 12-P Italia - Amir Rrahmani 13-D Kosovo - Hubert Idasiak 16-P Polonia - Mathías Olivera 17-D Uruguay - Giovanni Simeone 18-A Argentina - Bartosz Bereszyński 19-D Polonia - Piotr Zieliński 20-C Polonia - Matteo Politano 21-A Italia - Giovanni Di Lorenzo 22-C Italia - Alessio Zerbin 23-A Italia - Salvatore Sirigu 30-P Italia - Karim Zedadka 31-C Algeria - Adam Ounas 33-A Algeria - Valerio Boffelli 52-P Italia - Leo Skiri Østigård 55-D Norvegia - Alessandro Zanoli 59-D Italia - Stanislav Lobotka 68-C Slovacchia - Gianluca Gaetano 70-C Italia - Khvicha K'varatskhelia 77-A Georgia - Giacomo Raspadori 81-A Italia - Tanguy Ndombele 91-C Francia - Pierluigi Gollini 95-P Italia - André Zambo Anguissa 99-C Camerun | sportivi (calciatori) della Società Sportiva Calcio Napoli - Stagione 2022-2023 | ...                                                         | [ 210 ]                                                                            |
| 11 marzo 2024                                               | Sylvain Bellenger | letterato (storico dell'arte) | Francia                                                     | [ 211 ]                                                                            |
| 11 aprile 2024                                              | Giovanni Minoli detto Gianni Minoli | letterato (giornalista) | Italia                                                      | [ 212 ]                                                                            |
| 30 aprile 2025                                              | Jarbas Faustinho detto Cané | sportivo (calciatore, allenatore) | Brasile                                                     | [ 213 ]                                                                            |

## Cittadinanze onorarie dei Comuni aggregati a Napoli

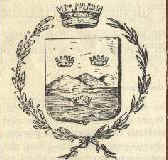
Stemma del Comune di San Giovanni a Teduccio dal 1813 fino al 1877

La Città di Napoli, con i seguenti atti:
- Regio Decreto nº 332 del 4 luglio 1848 "Col quale i villaggi di Miano e di Marianella sono eretti in comune isolato"[214];
- Regio Decreto nº 1516 del 25 gennaio 1850 "Con cui i villaggi di Miano e di Marianella cessando dal formare comune isolato aggregato al distretto di Casoria, sono riuniti di nuovo alla sezione di San Carlo all'Arena di Napoli"[215];

- Regio Decreto nº 2650 del 29 novembre 1865 "Soppressione ed aggregazione al Comune di Napoli del Comune di Piscinola"[216];

- Decreto-Legge Luogotenenziale nº 448 del 10 marzo 1918 "Che dichiara di pubblica utilità le opere per l'ampliamento e sistemazione del porto di Napoli, e ne approva e rende esecutoria la relativa convenzione in data 8 febbraio 1918"[217] (Art. nº 22: verranno aggregati a Napoli alcuni territori appartenenti ai Comune di San Giovanni a Teduccio, Comune di Barra, Comune di Ponticelli; Art. n° 23: verranno aggregati a Napoli alcuni territori appartenenti ai Comune di Ponticelli, Comune di San Pietro a Patierno);
- Legge n° 473 del 17 aprile 1925 "Conversione in legge, con approvazione complessiva, di decreti Luogotenenziali e Regi aventi per oggetto argomenti diversi"[218];

- Decreto-Legge Luogotenenziale n° 219 del 27 febbraio 1919 "Che reca provvedimenti per la città di Napoli"[219] (Art. n° 10: verranno aggregati a Napoli alcuni territori appartenenti al Comune di San Pietro a Patierno);
- Legge n° 1290 del 24 agosto 1921 "Che converte in legge, apportandovi modificazioni, il decreto Luogotenenziale 27 febbraio 1919, n. 219, recante provvedimenti per la città di Napoli"[220];

- Regio Decreto-Legge n° 2183 del 15 novembre 1925 "Aggregazione al Comune di Napoli dei Comuni di Barra, Ponticelli, San Giovanni a Teduccio e San Pietro a Patierno"[221];
- Legge n° 898 del 24 maggio 1926 "Conversione in legge, con approvazione complessiva, di decreti Regi aventi per oggetto argomenti diversi"[222];

- Regio Decreto-Legge n° 1002 del 3 giugno 1926 "Aggregazione al Comune di Napoli dei Comuni di Soccavo, Pianura, Chiaiano ed Uniti e Secondigliano"[223];
- Legge n° 912 del 2 giugno 1927 "Convesione in legge del R. decreto-legge 3 giugno 1926, n. 1002, concernente l'aggregazione a Napoli dei comuni di Soccavo, Pianura, Chiaiano ed Uniti e Secondigliano"[224];

- Regio Decreto n° 1907 del 29 settembre 1927 "Aggregazione al comune di Napoli dell'isola di Nisida"[225];

aggregò i seguenti Comuni confinanti:
- Barra (dal 18 dicembre 1925)[221]
- Chiaiano ed Uniti (Marianella (1925) e Miano (1925)) (dal 19 giugno 1926)[223]
- Miano e Villaggio Riunito di Marianella (fino al 31 dicembre 1847; dal 1º gennaio 1850)[214][215]
- Pianura (dal 19 giugno 1926)[223]
- Piscinola (dal 1º gennaio 1866)[216]
- Ponticelli (dal 18 dicembre 1925)[221]
- San Giovanni a Teduccio (dal 18 dicembre 1925)[221]
- San Pietro a Patierno (dal 18 dicembre 1925)[221]
- Secondigliano (dal 19 giugno 1926)[223]
- Soccavo (dal 19 giugno 1926)[223]

aggregò, inoltre, i seguenti territori confinanti:
- alcuni territori appartenenti al Comune di Barra (dal 10 marzo 1918)[217]
- alcuni territori appartenenti al Comune di Ponticelli (dal 10 marzo 1918)[217]
- alcuni territori appartenenti al Comune di San Giovanni a Teduccio (dal 10 marzo 1918)[217]
- alcuni territori appartenenti al Comune di San Pietro a Patierno (dal 10 marzo 1918)[217]
- alcuni territori appartenenti al Comune di San Pietro a Patierno (dal 7 marzo 1919)[219]
- Isola di Nisida appartenente al Comune di Pozzuoli (dall'8 novembre 1927)[225]

Nel corso degli anni, questi Comuni hanno concesso la propria cittadinanza onoraria a molti personaggi illustri, in vari campi.
Divenendo aggregati alla Città di Napoli, anche le cittadinanze onorarie passavano a Napoli.
Di seguito un elenco (incompleto) dei Cittadini Onorari di detti Comuni aggregati.
| Cittadini Onorari dei Comuni aggregati alla Città di Napoli (elenco incompleto) | Cittadini Onorari dei Comuni aggregati alla Città di Napoli (elenco incompleto) | Cittadini Onorari dei Comuni aggregati alla Città di Napoli (elenco incompleto) | Cittadini Onorari dei Comuni aggregati alla Città di Napoli (elenco incompleto) | Cittadini Onorari dei Comuni aggregati alla Città di Napoli (elenco incompleto) | Cittadini Onorari dei Comuni aggregati alla Città di Napoli (elenco incompleto) |
| Comune aggregato                                                                | Data di conferimento                                                            | Nominativo                                                                      | Professione                                                                     | Nazionalità                                                                     | Note                                                                            |
| ------------------------------------------------------------------------------- | ------------------------------------------------------------------------------- | ------------------------------------------------------------------------------- | ------------------------------------------------------------------------------- | ------------------------------------------------------------------------------- | ------------------------------------------------------------------------------- |
| Barra                                                                           | 3 luglio 1922                                                                   | Giuseppe Beneduce                                                               | politico (deputato)                                                             | Regno d'Italia                                                                  | [ 226 ]                                                                         |
| Barra                                                                           | 3 luglio 1922                                                                   | Enrico De Nicola                                                                | politico (deputato)                                                             | Regno d'Italia                                                                  | [ 227 ]                                                                         |
| Chiaiano e Uniti                                                                | 2 dicembre 1884                                                                 | ... Menichino                                                                   | ...                                                                             | Regno d'Italia                                                                  | [ 228 ]                                                                         |
| Chiaiano e Uniti                                                                | 2 dicembre 1884                                                                 | Giovanni La Monica                                                              | regio delegato                                                                  | Regno d'Italia                                                                  | [ 229 ]                                                                         |
| Chiaiano e Uniti                                                                | 10 ottobre 1905                                                                 | Federico Garzia                                                                 | ingegnere, letterato, cavaliere                                                 | Regno d'Italia                                                                  | [ 230 ]                                                                         |
| Chiaiano e Uniti                                                                | 22 ottobre 1920                                                                 | Pasquale Somma                                                                  | commissario prefettizio                                                         | Regno d'Italia                                                                  | [ 231 ]                                                                         |
| Chiaiano e Uniti                                                                | 24 maggio 1924                                                                  | ...                                                                             | ...                                                                             | Regno d'Italia                                                                  | [ 232 ]                                                                         |
| Pianura                                                                         | 24 ottobre 1883                                                                 | Giovanni La Monica                                                              | regio delegato                                                                  | Regno d'Italia                                                                  | [ 233 ]                                                                         |
| Pianura                                                                         | 8 novembre 1883                                                                 | Camillo Battista                                                                | prefetto                                                                        | Regno d'Italia                                                                  | [ 234 ]                                                                         |
| Ponticelli                                                                      | 21 ottobre 1883                                                                 | Errico Ferretti                                                                 | delegato di Pubblica Sicurezza                                                  | Regno d'Italia                                                                  | [ 235 ]                                                                         |
| Ponticelli                                                                      | 1º settembre 1888                                                               | Antonio Russo                                                                   | ...                                                                             | Regno d'Italia                                                                  | [ 236 ]                                                                         |
| Ponticelli                                                                      | 7 marzo 1898                                                                    | Vincenzo Aprea                                                                  | politico (sindaco)                                                              | Regno d'Italia                                                                  | [ 237 ]                                                                         |
| Ponticelli                                                                      | 15 febbraio 1923                                                                | Alessandro Caroselli                                                            | regio commissario                                                               | Regno d'Italia                                                                  | [ 238 ]                                                                         |
| Ponticelli                                                                      | 30 novembre 1923                                                                | Benito Amilcare Andrea Mussolini detto Benito Mussolini                         | politico                                                                        | Regno d'Italia                                                                  | Di fatto revocata nel 1944                                                      |
| Ponticelli                                                                      | 31 marzo 1924                                                                   | Raffaele Caravaglios                                                            | artista (direttore d'orchestra)                                                 | Regno d'Italia                                                                  | [ 240 ]                                                                         |
| Ponticelli                                                                      | 16 aprile 1926                                                                  | Gerardo Trojanello                                                              | militare (console)                                                              | Regno d'Italia                                                                  | [ 241 ] [ 242 ]                                                                 |
| San Giovanni a Teduccio                                                         | 29 novembre 1865                                                                | Ispettori Sanitari dell'Epidemia di Colera del 1865                             | scienziati (ispettori sanitari)                                                 | Regno d'Italia                                                                  | [ 243 ]                                                                         |
| San Giovanni a Teduccio                                                         | 29 novembre 1865                                                                | Ovidio Serino                                                                   | militare (maggiore)                                                             | Regno d'Italia                                                                  | [ 244 ]                                                                         |
| San Giovanni a Teduccio                                                         | 29 novembre 1865                                                                | Nicola Amore                                                                    | questore                                                                        | Regno d'Italia                                                                  | [ 245 ]                                                                         |
| San Giovanni a Teduccio                                                         | 27 novembre 1880                                                                | Alessandro Giordano                                                             | ingegnere capo dell'Officio Tecnico Provinciale di Napoli                       | Regno d'Italia                                                                  | [ 246 ]                                                                         |
| San Giovanni a Teduccio                                                         | 27 novembre 1880                                                                | Marziale Capo                                                                   | politico (deputato provinciale di Napoli)                                       | Regno d'Italia                                                                  | [ 247 ]                                                                         |
| San Giovanni a Teduccio                                                         | 8 marzo 1882                                                                    | Francesco Serra Caracciolo                                                      | commissario                                                                     | Regno d'Italia                                                                  | [ 248 ]                                                                         |
| San Giovanni a Teduccio                                                         | 29 marzo 1884                                                                   | Luigi Simeone                                                                   | politico (deputato)                                                             | Regno d'Italia                                                                  | [ 249 ]                                                                         |
| San Giovanni a Teduccio                                                         | 29 maggio 1885                                                                  | Federico Garzia                                                                 | ingegnere, letterato, cavaliere                                                 | Regno d'Italia                                                                  | [ 250 ]                                                                         |
| San Giovanni a Teduccio                                                         | 6 marzo 1889                                                                    | Marianna Falvella in Pignatelli                                                 | duchessa di Monteleone                                                          | Regno d'Italia                                                                  | [ 251 ]                                                                         |
| San Giovanni a Teduccio                                                         | 23 marzo 1889                                                                   | Luigi Petriccione                                                               | politico (deputato)                                                             | Regno d'Italia                                                                  | [ 252 ]                                                                         |
| San Giovanni a Teduccio                                                         | 23 marzo 1889                                                                   | Nicolangelo Proto Pisani                                                        | magistrato                                                                      | Regno d'Italia                                                                  | [ 253 ]                                                                         |
| San Giovanni a Teduccio                                                         | 14 gennaio 1904                                                                 | Girolamo Bajardi                                                                | regio commissario                                                               | Regno d'Italia                                                                  | [ 254 ]                                                                         |
| San Giovanni a Teduccio                                                         | 30 novembre 1920                                                                | ... Cigala                                                                      | regio commissario                                                               | Regno d'Italia                                                                  | [ 255 ]                                                                         |
| San Giovanni a Teduccio                                                         | 18 agosto 1924                                                                  | Benito Amilcare Andrea Mussolini detto Benito Mussolini                         | politico                                                                        | Regno d'Italia                                                                  | Di fatto revocata nel 1944                                                      |